# GIFT of SMAP
『GIFT of SMAP』（ギフト・オブ・スマップ）は、SMAPの20枚目のスタジオ・アルバム。2012年8月8日発売。発売元はビクターエンタテインメント。

## 解説
2012年6月22日、ツアーの発表と同時に本作の発売も発表された。
本作を携えてのライブツアー『GIFT of SMAP -CONCERT TOUR'2012-』が2012年8月23日から12月24日まで開催された。
タイトルは、20枚目のオリジナル・アルバムで、最高の贈り物にするという思いが込められている。
収録曲のうち香取のソロ曲「MONSTERS」は2012年11月28日に山下智久と結成したユニットThe MONSTERS名義でリカットされた。
収録曲「エンジェルはーと」は「らいおんハート」のアンサーソングで、女性の立場から歌われている。
本作リリース前にリリースされたシングル『僕の半分』『Moment』は収録されていない。
本作でオリコンの週間アルバムランキング首位となり、デビュー20年以上のグループでシングル・アルバム双方首位を飾ったのは、サザンオールスターズ・B'zに次いで3組目となった。
本作で、3年連続アルバムリリースとなり、2003年発売の『SMAP 016/MIJ』以来9年ぶりとなった。本作以降、アルバムのナンバリングがタイトルだけでなくパッケージからもなくなった。

## リリース形態
本作は以下の通り、全4形態で発売された。
|                           | 通常盤                                     | 初回限定盤                                 | セブンネット限定盤                            | スペシャル限定盤 |
| ------------------------- | ------------------------------------------ | ------------------------------------------ | --------------------------------------------- | --- |
| CD （収録曲は全形態同じ） | Disc 1, Disc 2に分けて収録 （#収録曲参照） | Disc 1, Disc 2に分けて収録 （#収録曲参照） | Disc 1, Disc 2に分けて収録 （#収録曲参照）    | Disc 1 - Disc 19に分けて収録 （#収録曲参照）                                                                                               |
| DVD                       | なし                                       | PV （#収録曲参照）                         | CMなど （#収録曲参照）                        | なし |
| 封入特典                  | なし                                       | なし                                       | なし                                          | 「金メダル」1枚 |
| 外付特典                  | B2ポスター （先着購入特典） ※一部店舗のみ  | B2ポスター （先着購入特典） ※一部店舗のみ  | セブンネット限定ポストカード （全購入者特典） | なし |
| パッケージ仕様            | 紙トレイ（RE-PAC）入り紙ジャケット         | ・ギフトボックス ・箔押し                  | ・ギフトボックス セブンネット Ver. ・箔押し   | ・ギフトボックス ・全面金銀箔押し ・19曲全てにジャケットを制作 ・メンバーソロディスクにはメンバー案でのデザインを採用、 GIFTメッセージ入り |
| 備考                      |                                            |                                            | セブンネットショッピングでのみ購入可能        | 完全予約限定生産となっており、予約受付締切は6月29日                                                                                        |

## 収録曲

### CD

#### Disc 1
1. Theme of gift -prologue-（inst.）
作曲・編曲：菅野よう子
2. Just Go!　
作詞・作曲：浅利進吾 / 編曲：浅利進吾・陶山隼
3. さかさまの空　
作詞：麻生哲朗 / 作曲・編曲：菅野よう子
  - 47thシングル
  - NHK連続テレビ小説「梅ちゃん先生」主題歌
4. HIKARI
作詞・作曲・編曲：HIKARI
元々は別のタイトルを同曲の作詞・作曲・編曲を担当したHIKARIが付けていたが、木村拓哉が「作詞・作曲・編曲がHIKARIなら、タイトルもHIKARIで行ったら面白いんじゃない?」と提案したことにより「HIKARI」というタイトルとなった[6]。
5. おはよう - 木村拓哉・香取慎吾
作詞・作曲：前山田健一 / 編曲：中西亮輔
6. 君とBoogie Woogie　
作詞・作曲：ナオト・インティライミ / 編曲：鈴木Daichi秀行
7. gift　
作詞：麻生哲朗 / 作曲：菅野よう子 / 編曲：CHOKKAKU
配信限定曲
本作のリードトラック
SMAP出演 セブン&アイ「夏ギフト・冬ギフト」CMソング
6月27日から先行配信されていた為、本作でCD初収録。
6thベスト・アルバム「SMAP 25 YEARS」にも収録されている。
8. 真夏の脱獄者　
作詞・作曲：椎名林檎 / 編曲：服部隆之
楽曲提供者である椎名林檎のアルバム「逆輸入 〜港湾局〜」にセルフカバーバージョンとして全篇英語詞に変更されたものが収録されている。
9. イナクテサビシイ　
作詞：Blaise・Maynard・tax / 作曲：Blaise・Maynard / 編曲：川端良征
10. I Wanna Be Your Man - 稲垣吾郎・草彅剛・香取慎吾
作詞：志磨遼平 / 作曲：Ryo Watanabe / 編曲：岩田雅之
11. エンジェルはーと　
作詞：野島伸司 / 作曲：Kabashima Kenji & kosekibeatz / 編曲：宗像仁志
32ndシングル「らいおんハート」アンサーソング
12. 前に!　
作詞：飯田清澄・zopp / 作曲：飯田清澄 / 編曲：本間昭光
6thベスト・アルバム「SMAP 25 YEARS」にも収録されている。
13. Theme of gift -epilogue-（inst.）
作曲・編曲：菅野よう子

#### Disc 2
1. ねぇ… - 中居正広
作詞・作曲・編曲：N.マッピー・谷口尚久
2. La ＋ LOVE & PEACE - 木村拓哉
作詞：Satomi / 作曲・編曲：Marty Friedman / Strings Arrangement：清水俊也
3. Special Thanks - 稲垣吾郎
作詞：micca / 作曲・編曲：大橋好規 / Strings Arrangement：中島ノブユキ
4. 唐獅子牡丹 - 草彅剛
作詞：水城一狼・矢野亮 / 作曲：水城一狼 / 編曲：小西康陽 / オーケストレイション：窪田晴男
  - 高倉健のカバー
5. MONSTERS - 香取慎吾
Music and Words: Shingo Katori, Tomohisa Yamashita
Produced by Jeff Miyahara
香取慎吾・山下智久主演 TBS系日曜劇場『MONSTERS』主題歌
山下智久とのデュエット曲
後に2人のユニット「The MONSTERS」名義でシングルカットされた。
6. CRAZY FIVE　　
作詞・作曲・編曲：N.マッピー・宮下浩司・宮下昌也
メンバー紹介曲
5人のメンバーの特徴等を挙げて作られたアップテンポナンバー。
類似の楽曲に「Five True Love」と「FIVE RESPECT」がある。
6thベスト・アルバム「SMAP 25 YEARS」にも収録されている。

#### スペシャル限定盤
- 通常盤/初回限定盤/セブンネット限定盤と収録されている曲はほぼ同じだが、全19曲が1枚につき1曲ずつ計19枚に収録されている。
- Disc13には「Theme of gift -epilogue-」は収録されておらず、フルバージョンの「Theme of gift」（PrologueとEpilogueを繋ぎ合わせたもの）が収録されている。

 Disc 13 
1. Theme of gift（inst.）
作曲・編曲：菅野よう子

### DVD

#### 初回限定盤
1. gift （プロモーションビデオ）

#### セブンネット限定盤
1. メンバーコメント
2. CM本編
3. CMメイキング映像

## 演奏
Disc 1
- 菅野よう子：Keyboards (#1.3.13)
- 藤堂昌彦ストリングス：Strings (#1.13)
- 浦田恵司：Sound Architect (#1.13)
- 斎藤茂彦：Synthesizer Manipulation (#1.3.13)
- Dean Hahn：Vocal (#1.13)
- 矢崎陽子グループ：Chorus (#1.13)
- 浅利進吾、陶山隼：All Instruments & Programming (#2)
- 小田原友洋：Chorus (#2.3.5-9.11.12)
- 古川昌義
  - Guitar (#3)
  - Acoustic Guitar (#11)
- 渡辺等：Bass (#3.8)
- 佐野康夫：Drums (#3)
- 中野勇介：Trumpet (#3)
- 鍬田修一：Alto Sax (#3)
- 鈴木圭
  - Tenor Sax (#3)
  - Sax (#10)
- 鹿討奏：Trombone (#3)
- 篠崎正嗣ストリングス：Strings (#3)
- HIKARI：All Instruments (#4)
- 遠山哲朗：Acoustic Guitar (#5)
- 中西亮輔：All Other Instruments (#5)
- 鈴木Daichi秀行：All Instruments (#6)
- 弦一徹ストリングス：Strings (#7)
- CHOKKAKU：All Other Instruments (#7)
- 古川望：Electric Guitar (#8)
- 中西康晴：Keyboards (#8)
- 鶴谷智生：Drums (#8)
- 西村浩二、菅坂雅彦：Trumpet (#8)
- 村田陽一：Trombone (#8)
- 山本拓夫：Sax (#8)
- 栗山善親：Synthesizer Manipulation (#8)
- 服部隆之：Conductor (#8)
- 山口寛雄：Bass (#9)
- 山木秀夫：Drums (#9)
- 金原千恵子ストリングス：Strings (#9)
- 徳永さちこ：Chorus (#9)
- 川端良征：All Other Instruments (#9)
- 堀越信泰：Electric Guitar (#10)
- 佐久間勲：Trumpet (#10)
- 宮内岳太郎：Trombone (#10)
- 佐々木久美：Organ & Chorus (#10)
- 岩田雅之：All Other Instruments (#10)
- 松本圭司：Piano (#11)
- 中川貴美子ストリングス：Strings (#11)
- 宗像仁志：All Other Instruments (#11)
- 根岸孝旨：Bass (#12)
- 林部直樹：Guitars (#12)
- 今野均ストリングス：Strings (#12)
- 飯田高広：Synthesizer (#12)
- 本間昭光：All Other Instruments (#12)

Disc 2
- 橋本歩カルテット：Strings (#1.2)
- 谷口尚久：All Other Instruments (#1)
- マーティ・フリードマン：Guitars (#2)
- 谷康一：Acoustic Guitar (#2)
- 堀川真理夫：Bass (#2)
- 倉内充：Drums (#2)
- 清水俊也：Keyboards (#2)
- 小田原友洋：Chorus (#2.3)
- 神谷洵平：Drums, Percussion (#3)
- 大橋トリオ：Percussion, All Other Instruments (#3)
- 伊勢三木子ストリングス：Strings (#3)
- 真部裕ストリングス：Strings (#4)
- 高桑英世：Flute (#4)
- 森川道代：Piccolo (#4)
- 平原まこと：Sax (#4)
- エリック・ミヤシロ、高荒海：Trumpet (#4)
- 鹿討奏、山口尚人：Trombone (#4)
- 藤田乙比古、勝俣泰、岸上穣：Horn (#4)
- 小竹満里：Percussion (#4)
- 新井俊也：Programming (#4)
- 吉川智子：Chorus (#4)
- 山下智久：Vocal (#5)
- Jeff Miyahara：All Instruments (#5)
- 宮下浩司：All Instruments (#6)
- 宮下昌也：Chorus (#6)
- Richard Nakano：Narration (#6)

## gift (SMAPの曲)
「gift」（ギフト）は、SMAPの楽曲。2012年6月20日に着うたが、2012年6月27日に、着うたフルが配信開始された。

### 概要
本人出演のセブン&アイ「夏ギフト」と「冬ギフト」のCMソングとなっている。
ミュージック・ビデオが制作されており、『GIFT of SMAP』初回限定盤のDVDに収録されている。
2012年のFNS歌謡祭の夏・冬の2回連続の大トリ、同年・同曲・アルバム曲での2回連続の大トリはSMAPの楽曲の中でこの1曲だけ。
ベスト・アルバム「SMAP 25 YEARS」にも収録されている。

### 演奏
- 弦一徹ストリングス：Strings
- 小田原友洋：Chorus
- CHOKKAKU：All Other Instruments

## テレビ出演
gift
- 『SMAP×SMAP』（2012年8月6日、関西テレビ・フジテレビ）
この回の音楽コーナー「S-Live」でテレビ初披露。

Just Go!
- 『SMAP×SMAP』（2012年9月10日、関西テレビ・フジテレビ）
この回の音楽コーナー「S-Live」でテレビ初披露。